# Hannonia
Hannonia é um género botânico pertencente à família amaryllidaceae.

## Espécies
1. ↑  «Hannonia — World Flora Online». www.worldfloraonline.org. Consultado em 19 de agosto de 2020